# Kargaz (ort)
Kargaz (persiska: کرگز) är en ort i Iran.   Den ligger i provinsen Lorestan, i den västra delen av landet, 400 km sydväst om huvudstaden Teheran. Kargaz ligger 1 313 meter över havet och antalet invånare är 171.
Terrängen runt Kargaz är huvudsakligen kuperad, men åt sydväst är den bergig. Kargaz ligger nere i en dal. Runt Kargaz är det ganska tätbefolkat, med 72 invånare per kvadratkilometer. Närmaste större samhälle är Darmareh, 8,1 km sydost om Kargaz. Trakten runt Kargaz består i huvudsak av gräsmarker.